# James A. Winnefeld

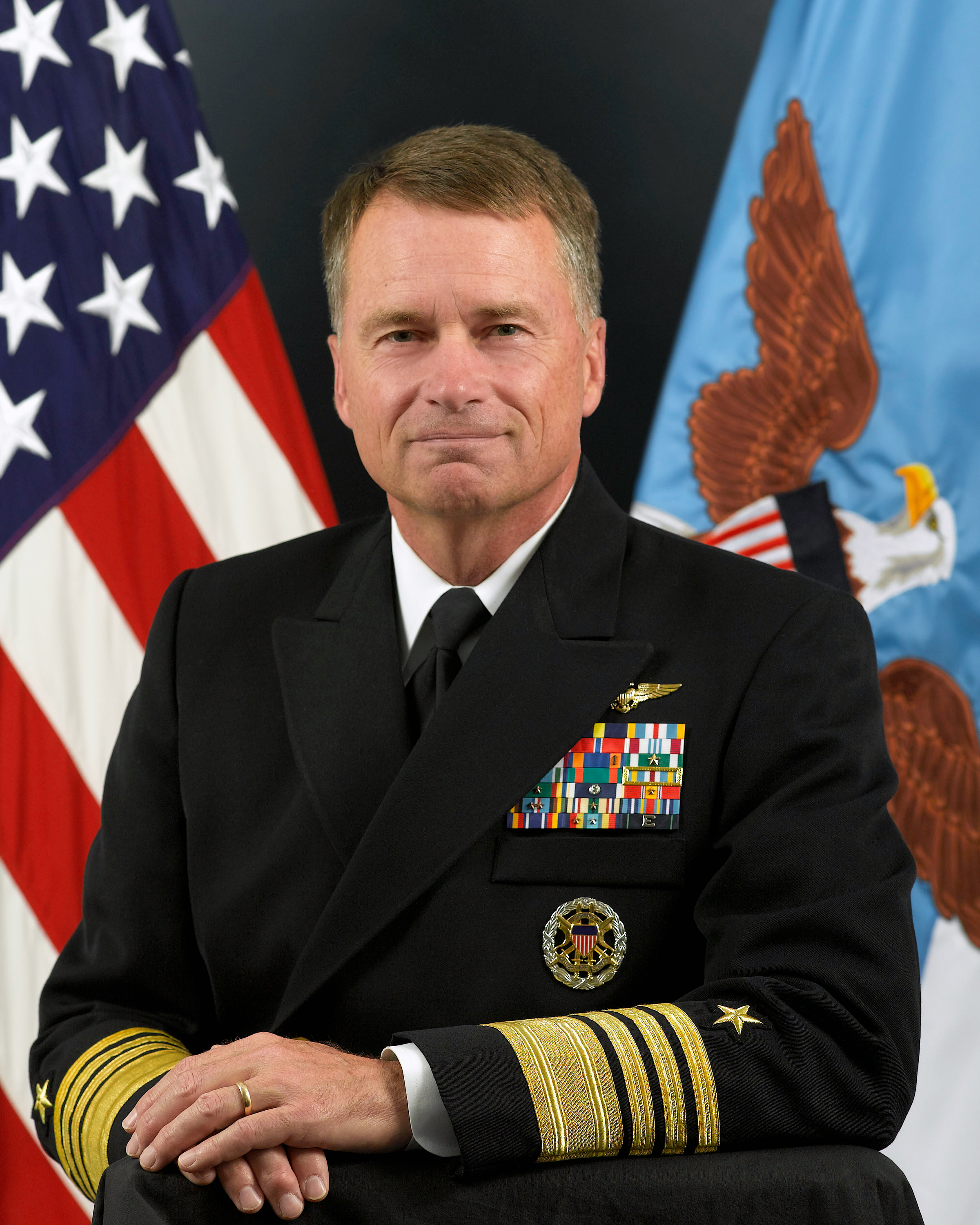
James Winnefeld (2011)

James Alexander "Sandy" Winnefeld jr. (* 24. April 1956 in Coronado, Kalifornien) ist ein US-amerikanischer Marineflieger und ehemaliger Admiral der United States Navy (USN). Vom 4. August 2011 bis zum 31. Juli 2015 war er stellvertretender Vorsitzender des Vereinigten Generalstabs der Streitkräfte der Vereinigten Staaten (engl.: Vice Chairman of the Joint Chiefs of Staff, VJCS).
Zuvor diente er von Mai 2010 an als Oberbefehlshaber des U.S. Northern Command (NORTHCOM), einem teilstreitkraftübergreifenden Regionalkommando der US-Streitkräfte mit Sitz auf der Peterson Air Force Base, Colorado Springs, und in Personalunion als Befehlshaber des ebenfalls dort stationierten North American Aerospace Defense Command (NORAD).

## Ausbildung und Karriere
Winnefeld trat der Navy 1978 nach einem Studium der Luft- und Raumfahrttechnik am Georgia Institute of Technology bei, wo er auch ein Ausbildungsprogramm des Naval Reserve Officer Training Corps durchlaufen hatte. Nach erfolgter Flugausbildung diente er zunächst in verschiedenen Fliegerstaffeln, in den 1980er-Jahren dann auch als Ausbilder an der United States Navy Fighter Weapons School.
Mediale Aufmerksamkeit wurde Winnefeld als Kapitän des Flugzeugträgers Enterprise zuteil, als er als Reaktion auf die Terroranschläge am 11. September 2001 ohne Absprache mit seinen Vorgesetzten den geplanten Kurs seines Schiffes Richtung Kapstadt um 180° änderte und ins Arabische Meer steuerte, wo er schon am Morgen nach den Anschlägen Afghanistan in Reichweite der an Bord befindlichen Flugzeuge hatte.

### Dienst als Flaggoffizier

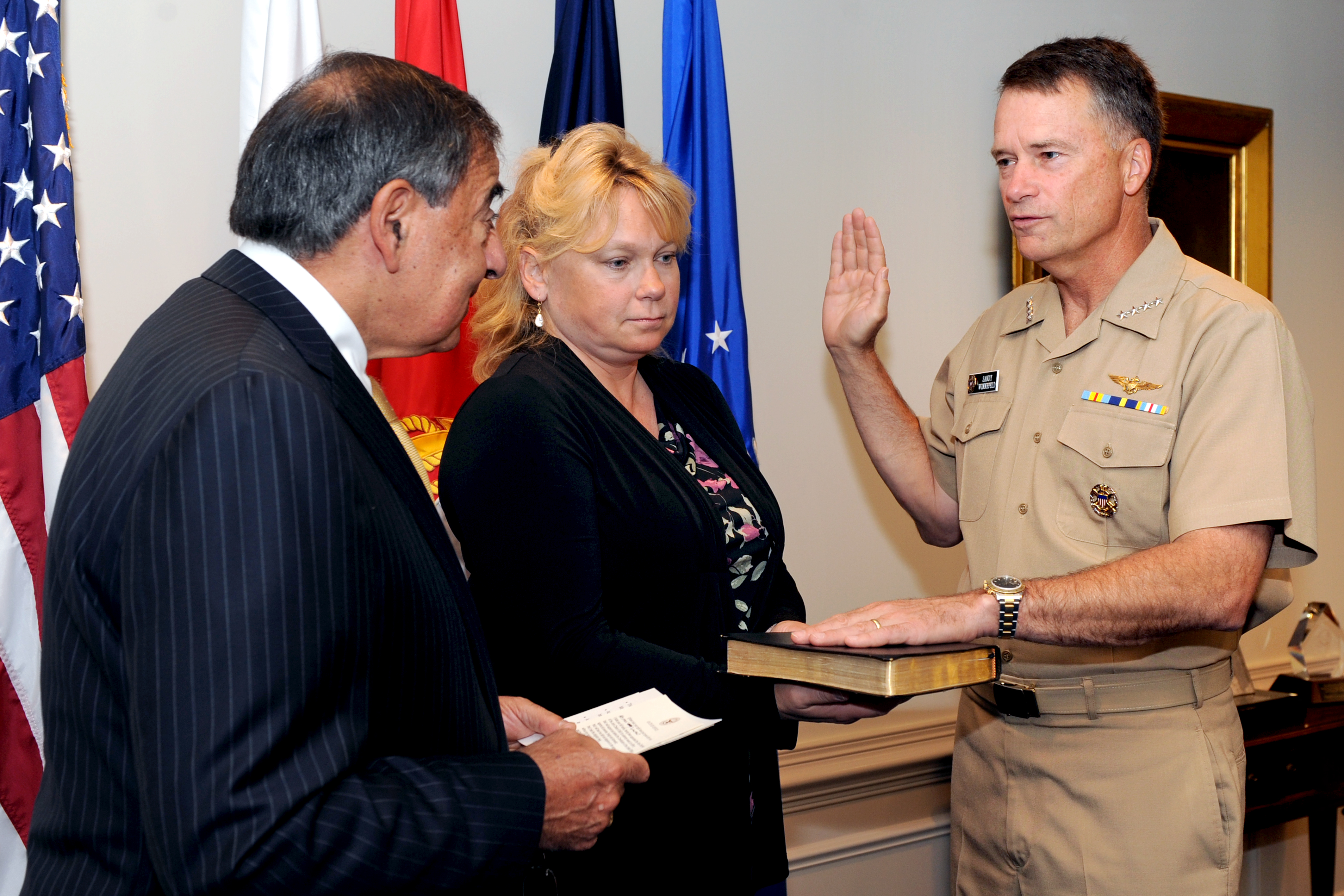
Winnefeld (rechts) mit seiner Frau Mary und US-Verteidigungsminister Leon Panetta während der Vereidigung als VJCS am 4. August 2011 im Pentagon

2007 wurde Winnefeld zum stellvertretenden Befehlshaber der U.S. Naval Forces Europe und Kommandeur der 6. US-Flotte berufen und zum Vizeadmiral befördert. Im darauffolgenden Jahr folgte eine Verwendung als Director, Strategic Plans and Policy im Vereinigten Generalstab, Washington, D.C.
Am 23. Dezember 2009 nominierte US-Präsident Barack Obama Winnefeld für die Nachfolge von General Victor Renuart als Kommandeur U.S. Northern Command/North American Aerospace Defend Command; Winnefeld trat den Posten unter Beförderung zum Admiral am 19. Mai 2010 an. Ein Jahr später wurde er für den stellvertretenden Vorsitz des Vereinigten Generalstabs nominiert, den er schließlich am 4. August 2011 übernahm und nach Ablauf der ersten Amtszeit 2013 für zwei weitere Jahre bestätigt wurde.
Am 31. Juli 2015 übergab Winnefeld den stellvertretenden Vorsitz des Vereinigten Generalstabs an General Paul J. Selva (USAF) und trat in den Ruhestand.

### Beförderungen
| Rang                      | Datum |
| ------------------------- | ----- |
| Ensign                    | 1978  |
| Lieutenant Junior Grade   | n/a   |
| Lieutenant                | n/a   |
| Lieutenant Commander      | n/a   |
| Commander                 | n/a   |
| Captain                   | n/a   |
| Rear Admiral (lower half) | n/a   |
| Rear Admiral (upper half) | n/a   |
| Vice Admiral              | 2007  |
| Admiral                   | 2010  |

### Auszeichnungen
Auswahl der Dekorationen, sortiert in Anlehnung an die Orden und Ehrenzeichen der Streitkräfte der Vereinigten Staaten:
- Defense Distinguished Service Medal mit bronzenem Eichenlaub
- Navy Distinguished Service Medal
- Defense Superior Service Medal
- Legion of Merit mit goldenem Stern
- Bronze Star
- Defense Meritorious Service Medal
- Meritorious Service Medal
- Air Medal
- Navy & Marine Corps Commendation Medal mit goldenem Stern
- Joint Service Achievement Medal
- Navy & Marine Corps Achievement Medal
- Joint Meritorious Unit Award mit bronzenem Eichenlaub
- Navy Unit Commendation Ribbon mit bronzenem Stern
- Navy "E" Ribbon

## Trivia
Während seiner Zeit an der Navy Fighter Weapons School hatte Winnefeld eine Statistenrolle (als Lt. James „Jaws“ Winnefeld) in dem 1986 erschienenen Film Top Gun – Sie fürchten weder Tod noch Teufel, in dem Tom Cruise einen Militärpiloten spielt, der an ebendieser Schule ein Top Gun genanntes Ausbildungsprogramm absolviert. Die Navy begleitete die Dreharbeiten seinerzeit beratend, viele der im Film auftretenden Statisten waren tatsächlich Marineangehörige, die an den jeweiligen Drehorten Dienst taten.